# Parlamentswahl in Lettland 1993
- LSP: 5
- TSP: 13
- Līdztiesība: 7
- DPS: 18
- LC: 36
- TB: 14
- LZS: 12
- LVP: 0
- KDS: 6
- LNNK: 15

Die Parlamentswahl in Lettland 1993 fand am 5. und 6. Juni 1993 statt. Es war die Wahl zur 5. Saeima der Republik Lettland und die erste Wahl nach der Wiedererlangung der Unabhängigkeit Lettlands.

## Wahlsystem
Es wurden 100 Sitze im lettischen Parlament auf der Grundlage des Gesetzes über die Wahl zur 5. Saeima vom 20. Oktober 1992 bestimmt. Im Gegensatz zu den Vorkriegswahlen wurde eine Vier-Prozent-Sperrklausel eingeführt und das Wahlalter von 21 auf 18 Jahre gesenkt. Gewählt wurde nach dem Verhältniswahlrecht. Die rund 700.000 im Land lebenden Russen waren zur Wahl nicht stimmberechtigt.

## Wahlergebnis
Von 23 Listen zogen 8 in die Saeima ein. Die anderen scheiterten an der Vier-Prozent-Hürde.

Gewählte Abgeordnete und Mehrheiten nach Regionen und Rajons

| Partei                          | Partei                                                         | Stimmen   | Stimmen | Sitze |
| Partei                          | Partei                                                         | Anzahl    | %       | Sitze |
| ------------------------------- | -------------------------------------------------------------- | --------- | ------- | ----- |
|                                 | Lettlands Weg (LC)                                             | 362.473   | 32,4    | 36    |
|                                 | Lettische Nationale Unabhängigkeitsbewegung (LNNK)             | 149.347   | 13,4    | 15    |
|                                 | Harmonie für Lettland - Wiedergeburt der Volkswirtschaft (TSP) | 134.289   | 12,0    | 13    |
|                                 | Bauernverband Lettlands (LZS)                                  | 119.116   | 10,7    | 12    |
|                                 | Gleichberechtigung (Līdztiesība, ER)                           | 64.444    | 5,8     | 7     |
|                                 | Für Vaterland und Freiheit (TB)                                | 59.855    | 5,4     | 6     |
|                                 | Christlich-demokratische Union (KDS)                           | 56.057    | 5,0     | 6     |
|                                 | Demokratische Zentrumspartei (DCP)                             | 53.303    | 4,8     | 5     |
|                                 | Lettische Volksfront                                           | 29.396    | 2,6     | 0     |
|                                 | Grüne Partei Lettlands (LZP)                                   | 13.362    | 1,2     | 0     |
|                                 | Russische nationaldemokratische Liste                          | 13.006    | 1,2     | 0     |
|                                 | Lettlands demokratische Partei der Arbeit (LDDP)               | 10.509    | 0,9     | 0     |
|                                 | Lettlands Glück                                                | 9.814     | 0,9     | 0     |
|                                 | Unser Land                                                     | 8.687     | 0,8     | 0     |
|                                 | Liga der ökonomischen Aktivität (SRL)                          | 8.333     | 0,8     | 0     |
|                                 | Lettische Sozialdemokratische Arbeiterpartei (LSDSP)           | 7.416     | 0,7     | 0     |
|                                 | Antikommunistische Union (PA)                                  | 5.954     | 0,5     | 0     |
|                                 | Republikanische Plattform (RP)                                 | 5.075     | 0,5     | 0     |
|                                 | Konservative und Union lettischer Bauern                       | 2.797     | 0,3     | 0     |
|                                 | Union der Unabhängigen                                         | 1.968     | 0,2     | 0     |
|                                 | Lettlands Liberale Partei                                      | 1.520     | 0,1     | 0     |
|                                 | Partei der Einheit Lettlands (LVP)                             | 1.070     | 0,1     | 0     |
|                                 | Liberale Allianz                                               | 525       | 0,1     | 0     |
| Gesamt                          | Gesamt                                                         | 1.118.316 | 100,0   | 100   |
| Gültige Stimmen                 | Gültige Stimmen                                                | 1.118.316 | 98,6    |       |
| Ungültige Stimmen               | Ungültige Stimmen                                              | 15.888    | 1,4     |       |
| Wahlbeteiligung                 | Wahlbeteiligung                                                | 1.134.204 | 91,2    |       |
| Nichtwähler                     | Nichtwähler                                                    | 109.752   | 8,8     |       |
| Wahlberechtigte                 | Wahlberechtigte                                                | 1.243.956 | —       |       |
| Quelle: Zentrale Wahlkommission |                                                                |           |         |       |

Unter den 100 Abgeordneten der Saeima waren:
- 15 Frauen
- 88 Letten
- 91 mit Hochschulabschluss

Die 5. Saeima ratifizierte die Vereinbarung über den kompletten Truppenabzug der russischen Streitkräfte von lettischem Territorium.